# バイトリーダー
バイトリーダーとは、企業経営において置かれている役職の一つ。
飲食店などといった店舗で他の複数のアルバイトを統率するということで、アルバイトが円滑に働けるようにするという役割を担う者を指す。近年の就職活動では、自己PRの場面で高評価されるために、バイトリーダーを行ってきたということにしている者が多いとのこと。
2013年のTHE MANZAIで優勝したお笑いコンビのウーマンラッシュアワーのネタに「バイトリーダー」というものがあり、職場でバイトリーダーとして働いている者を風刺する内容である。